# Bryant Reeves
Bryant Reeves (* 8. Juni 1973 in Fort Smith, Arkansas) ist ein ehemaliger US-amerikanischer Basketballspieler.

## NBA
Reeves wurde beim NBA-Draft 1995 von den neugegründeten Vancouver Grizzlies an 6. Stelle ausgewählt. Er spielte insgesamt sechs Jahre für die kanadische Franchise. Seine beste Saison war 1997/98, als er 16,3 Punkte, 7,9 Rebounds und 1,1 Blocks pro Spiel erzielte. Danach hatte der 132 kg schwere Reeves immer wieder mit Gewichts- und Verletzungsproblem zu kämpfen, so dass seine Leistungen immer mehr nachließen. In seiner letzten Saison für die Grizzlies erzielte er 8,3 Punkte und 6,0 Rebounds pro Spiel. Nach dem Umzug der Grizzlies von Vancouver nach Memphis, bestritt Reeves kein Spiel mehr für die Grizzlies und gab während der 2001/02 Saison seinen Rücktritt bekannt.